# برنار بوالو
 برنار بوالو (انگلیسی: Bernard Boileau؛ زاده ۲۵ مهٔ ۱۹۵۹) یک تنیس‌باز اهل بلژیک است.